# 姜州镇
姜州乡，是中华人民共和国四川省凉山彝族自治州会东县下辖的一个乡镇级行政单位。2019年12月，撤销小坝乡，将其所属行政区域划归姜州镇管辖。

## 行政区划
姜州乡下辖以下地区：
姜州街社区、姜州村、弯德村、中和村、新民村、青龙村、民权村、民德村、官沟村、营盘村和新发村。